# 7 Sins
7 Sins es un videojuego de simulación de la vida donde el jugador tiene que alcanzar la cima en la escala social y tomar decisiones relacionadas con los siete pecados capitales. El juego ocurre en la Ciudad Ficticia Apple City. Durante el juego, el jugador toma decisiones basadas en el orgullo, la ira, la codicia, la envidia, la lujuria, la pereza y la gula. Una vez se ha completado una misión, se abren nuevas. En total hay siete capítulos y cien personajes no jugables con quienes interactuar.
El personal de PC Zone le dio un puntaje de 6 sobre 10, afirmando: "podemos, no sin reservas recomendar 7 Sins como una experiencia de juego total...", pero añadió "... Honestamente no está cerca de ser tan malo como algunos podrían decir. Solo son demasiado tímidos para admitirlo."